# مرد کنویکی

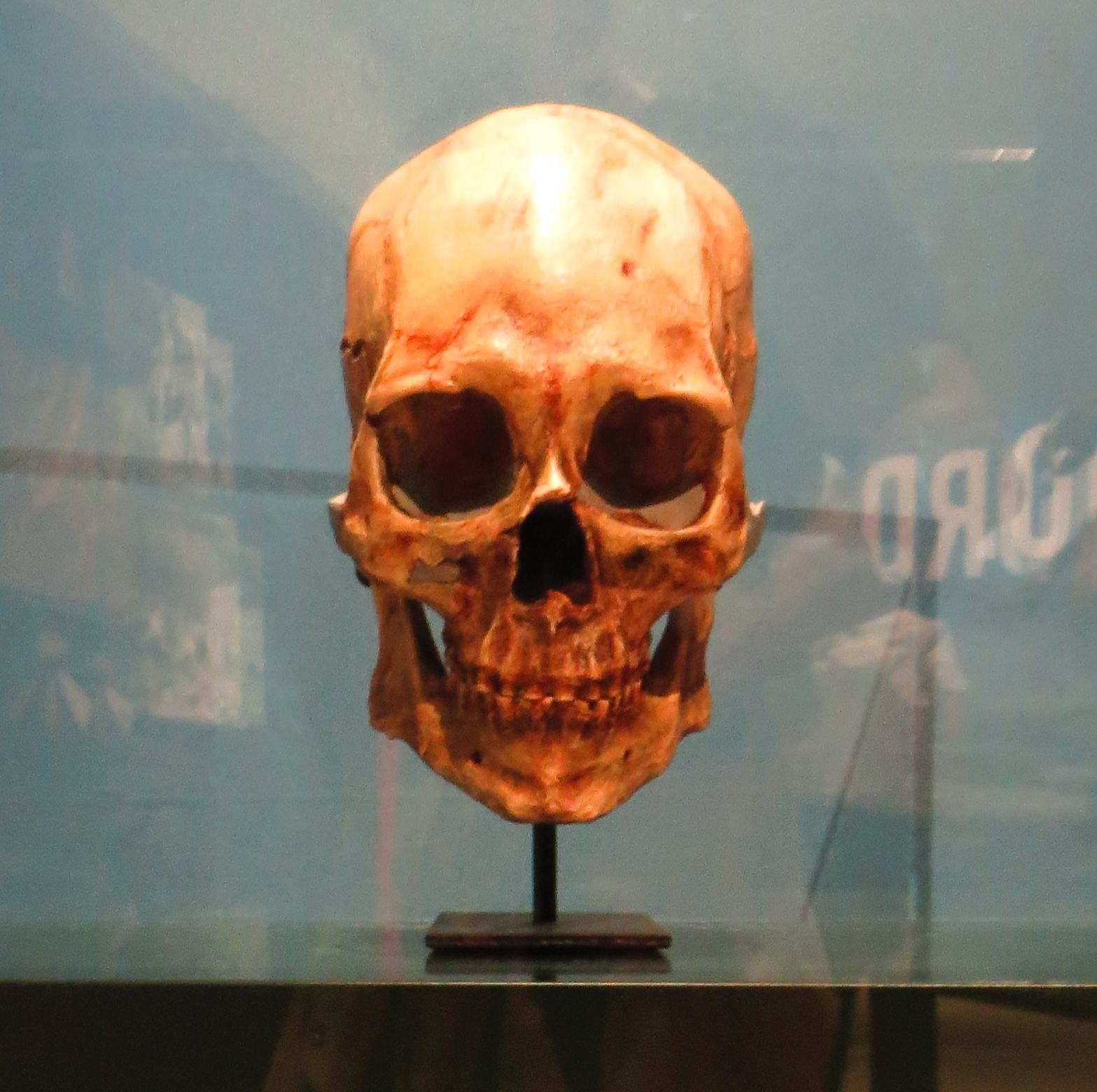
فسیل جمجمه مرد کنویکی

مرد کنویکی (به انگلیسی: Kennewick Man) به اسکلت باقی‌مانده از یک انسان ماقبل تاریخ گفته می‌شود، که در رودخانهٔ کلمبیا در کنویک، واشینگتن، ایالات متحده در ۲۸ ژوئیه ۱۹۹۶ پیدا شد. یافتن این اسکلت به صورت تصادفی اتفاق افتاد. دو تماشاگر مسابقهٔ قایقرانی در نزدیکی رودخانه این اسکلت را پیدا کردند.
این اسکلت یکی از کامل‌ترین اسکلت‌های یافت شده از انسان‌های ماقبل تاریخ می‌باشد.با آزمایش استخوان‌ها عمر اسکلت چیزی در حدود ۵۶۵۰ تا ۹۵۱۰ تعیین شد. این کشف باعث یک دعوای قانونی ۹ ساله بین دانشمندان، دولت فدرال و قبیله‌های سرخ‌پوستان که ادعا می‌کردند مرد کنویکی از پیشینیان آن‌ها می‌باشد، شد. این دعوای چند ساله، این اسکلت را به یکی از افراد معروف تبدیل کرد. 
از جالبترین بخشهای اسکلت٬ استخوان لگن وی بود که نوک یک نیزه سنگی شکسته در آن جا مانده بود و دور آن هم استخوان تشکیل شده بود.
در فوریه ۲۰۰۴، دادگاه عالی ایالات متحده رای رد رابطهٔ فرهنگی میان مرد کنویکی و قبیله‌های سرخپوست داد و این رای دانشمندان اجازه یافتند به تحقیقات خود روی این اسکلت ادامه دهند. مرد کنویکی هم‌چنین به جومون هم ربط داده می‌شود که یکی از پیشینیان مردم آینو ژاپن بوده‌است.
در ژوئیه ۲۰۰۵ تیمی از دانشمندان سراسر آمریکا در سیاتل، واشینگتن گرد هم آمدند و ده روز بر روی این اسکلت به مطالعه پرداختند تا علت مرگ دریابند و همچنین تحقیقات دقیقی روی او انجام دهند. 
نهایتا در ژوئن سال ۲۰۱۵ ٬ نتایج یک تحقیق جامع که بر اساس تکنیک جدیدی که در سال ۲۰۱۳ برای تشخیص DNA های باستانی توسعه داده شده بود انجام گردید٬ اعلام شد که این اسکلت بیش از هر جمعیت دیگری به سرخپوستان آمریکا شباهت ژنتیکی دارد و بر این اساس در سپتامبر ۲۰۱۶ کنگره آمریکا قانونی را گذراند که بر آن اساس اسکلت مرد کنویکی باید به قبیله ای از سرخپوستان که در نزدیکی محل کشف اسکلت ساکن هستند سپرده شود. در ۱۷ فوریه سال ۲۰۱۷ اسکلت تحویل و فردای آنروز طی آیین سنتی آن قبیله دفن شد.